# Rio de l'Alboro
Le rio dell'Albero (ou de l'Alboro en vénitien), signifiant canal de l'arbre, est un canal de Venise dans le sestiere de San Marco.

## Toponymie
Le nom de canal de l'arbre proviendrait d'un arbre ancien qui poussait à proximité.

## Description
Le rio dell'Albero a une longueur d'environ 165 mètres. Il raccorde le rio delle Veste en sens sud au Grand Canal. Sur son flanc ouest, il longe l'arrière du palais Marin et du palais Jubanico avant de passer sous le ponte de le Ostreghe (pont des huîtres), qui fait traverser la calle éponyme, reliant la calle larga XXII marzo à l'est et le campo de l' église Santa Maria del Giglio à l'ouest.

Ensuite, le rio longe le fondamente de le Ostreghe sur son flanc est en passant sous un petit pont privé, avant de déboucher sur le Grand Canal entre le Palais Pisani Gritti(it) et le Palais Ferro Fini(it). 

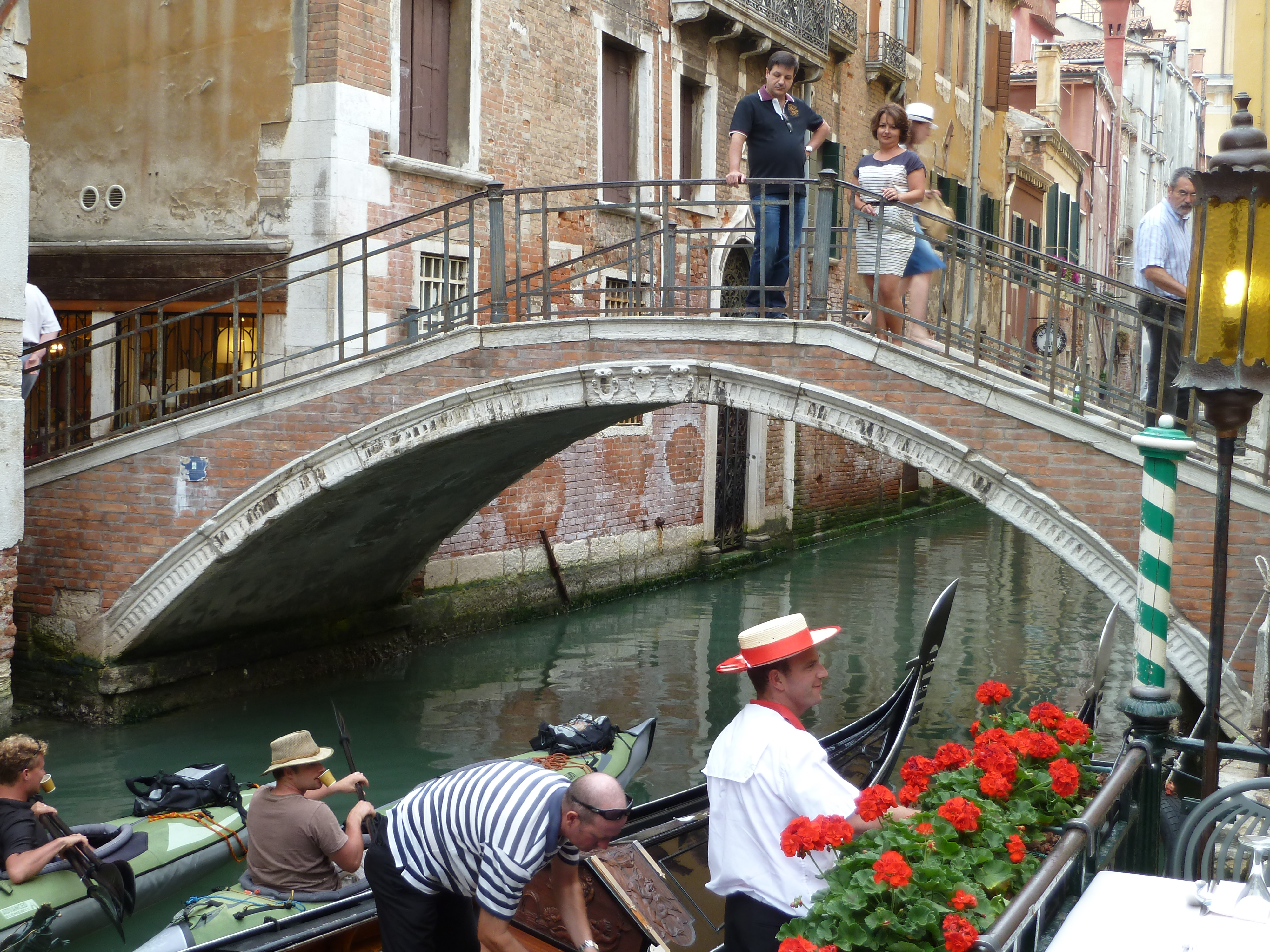
Ponte de le Ostreghe
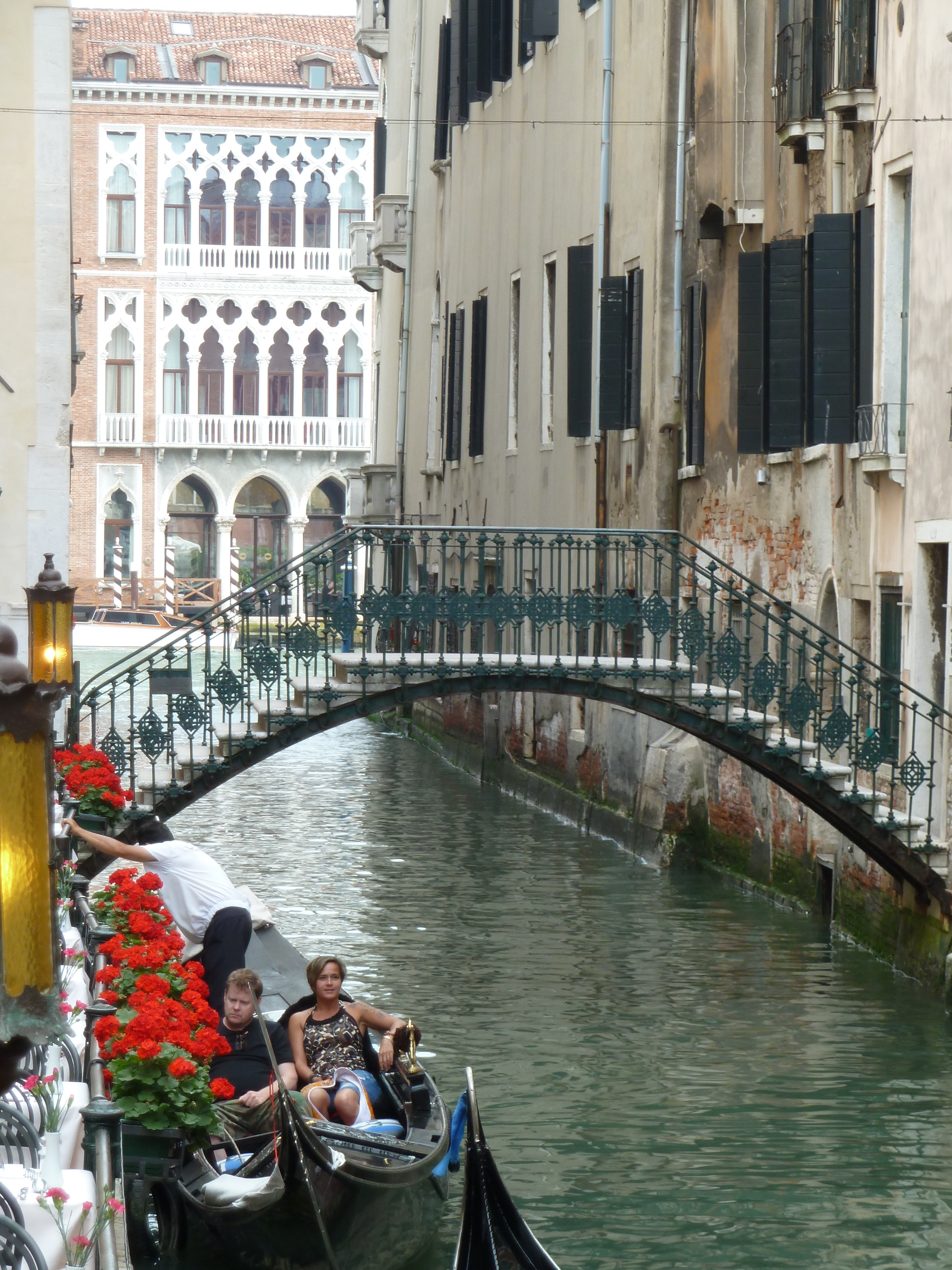
Pont privé ; vue vers le Grand Canal
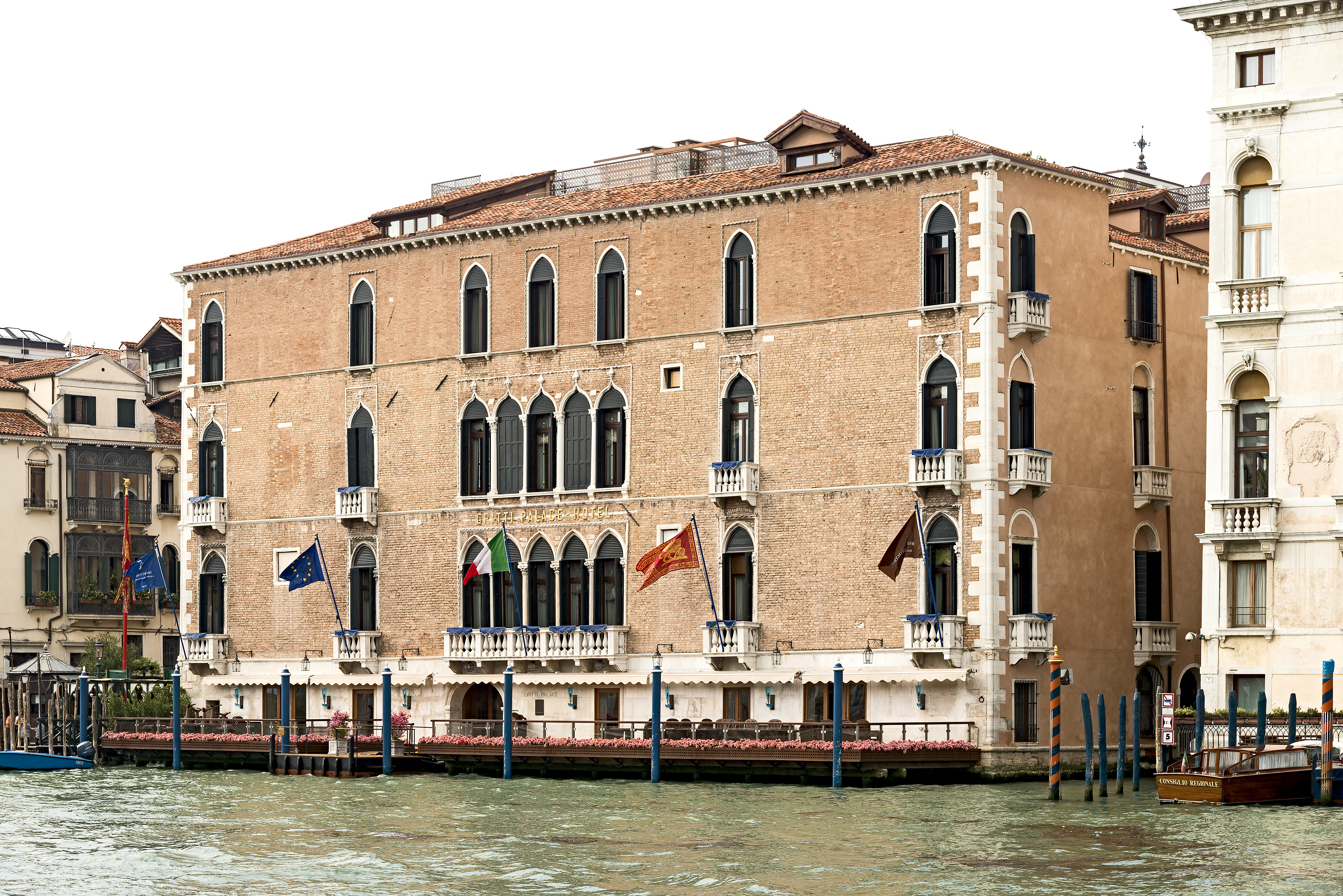
Le rio débouche à droite du Pisani Gritti